# Finska marka
Finska marka (finsko: Markka, švedsko: Mark, tudi Finnmark) je nekdanja finska denarna enota.
Stoti del finske marke se je imenoval finski pfenig (Penni). Okrajšava za finsko marko je bila mk, po ISO 4217 pa FIM.
Finska marka je bila uradna valuta Finske od leta 1860, ko je bila Finska še pod rusko oblastjo s statusom avtonomne nadvojvodine. Zaradi velike inflacije so leta 1963 črtali dve ničli. Od leta 1990 so na Finskem vse končne vsote zaokrožili na 10 pfenigov. Leta 2002 je marko nadomestil evro. Uradni tečaj ob zamenjavi valut je znašal 5,94573 mk = 1 €. Finska banka (Suomen Pankki/Finlands Bank) je stare bankovce in kovance zamenjevala v evre do konca februarja 2012. 

## Bankovci
(od 1986)
- 10 mark (kymmenen markkaa - tio mark) - Paavo Nurmi (1897-1973), atlet in olimpijski zmagovalec.
- 50 mark (viisikymmentä markkaa - femtio mark) - Alvar Aalto (1898–1976), arhitekt.
- 100 mark (sata markkaa - hundra mark) - Jean Sibelius (1865-1957), skladatelj.
- 500 mark (viisisataa markkaa - femhundra mark) - Elias Lönnrot (1802-1884), zgodovinar.
- 1000 mark (tuhat markkaa- tusen mark) - Anders Chydenius (1729-1803), duhovnik in državnik.

(od 1993)
- 20 mark (kaksikymmentä markkaa - tjugo mark) - Väinö Linna (1920–1992), pisatelj.

## Kovanci
(od 1990-1993)
- 10 pfenigov (kymmenen penniä - tio penni) - šmarnica
- 50 pfenigov (viisikymmentä penniä - femtio penni) - rjavi medved
- 1 marka (yksi markka - en mark) - finski grb
- 5 mark (viisi markkaa - fem mark) - kolobarjasti tjulenj
- 10 mark (kymmenen markkaa - tio mark) - divji petelin